# 合成生物学

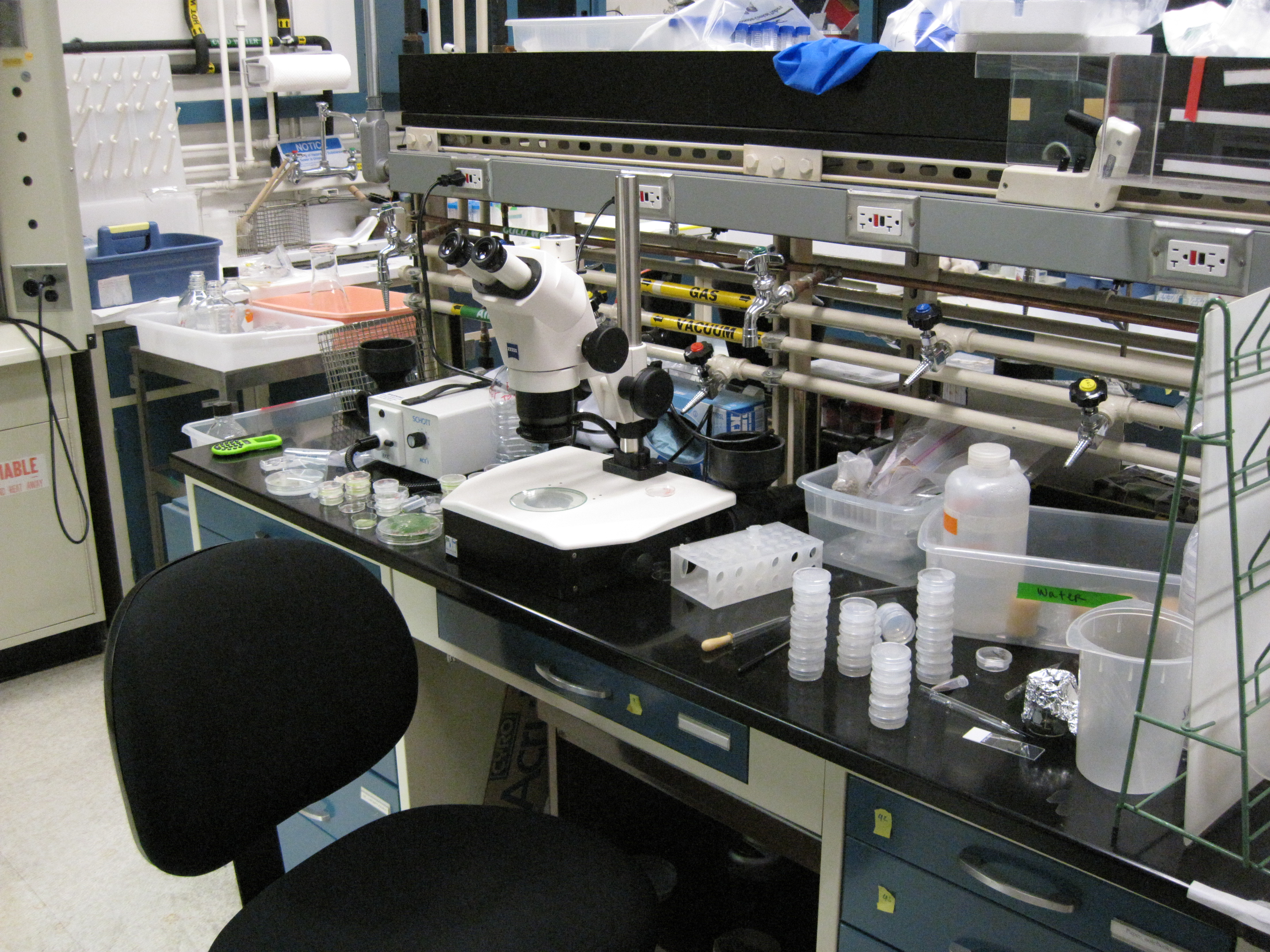
エイムズ研究センターでの合成生物学研究。

合成生物学（ごうせいせいぶつがく、英語: synthetic biology）は、生物学と工学の学際的な分野である。構成的生物学や構成生物学とも呼ばれる。
合成生物学の対象は、バイオテクノロジー、遺伝子工学、分子生物学、分子工学、システム生物学、生物物理学、化学工学、生物工学、電気工学、制御工学、ならびに進化生物学などの分野を組み合わせたものである。合成生物学は、研究、工学および医学への応用のための人工生物学的なシステムを構築するために、これらの分野を活用する。
合成生物学は、幅広い研究領域を統合して生命を全体的に理解しようとする学問であったが、科学と工学の融合が進むにつれ、新しい生命機能あるいは生命システムをデザインして組み立てる分野も含むようになっていった。生物を設計する、作成する、操作することで生命への理解を深めるアプローチや、有用物質を生産するキメラの作製も主要なテーマとなっている。

## 歴史
合成生物学は、制限酵素の発見と分子生物学への応用から始まった。1978年、この功績に対し、ダニエル・ネーサンズ、ハミルトン・スミス、ヴェルナー・アーバーにノーベル生理学・医学賞が与えられた。このことに関し、科学雑誌Geneの編集者Wacław Szybalskiは次のようにコメントしている。「この制限酵素の研究は個々の遺伝子を解析するために遺伝子組み換え技術を可能にしたのみならず、既存の遺伝子だけでなく新しくアレンジされた遺伝子さえも作製して評価できる、合成生物学の新たな時代へと我々を誘ってくれた。」

## 各分野からのアプローチ

### 生物学
システムを組み立てて、実際に機能するか調べる研究が行われている。2000年にジェームズ・J・コリンズは「Latch（ラッチ）」という合成遺伝子回路を開発した。2つの遺伝子からなる転写制御遺伝子からなるネットワークを構築し、それぞれの遺伝子は自身がコードするタンパク質を経由して、他方の遺伝子の転写を制御する。また同年、マイケル・エロウィッツとStanislas Leiblerは、「Repressilator（リプレシレーター）」という合成遺伝子回路を大腸菌の遺伝子に組み込んで、生きた細胞内で遺伝子がどう発現するかをモデル化し、同時に生きた細胞内にDNA断片を導入して観察し、両者を比較した。
このような研究ではモデルを作製し実験結果を予測するために様々な数学的手法が用いられる。グラフ理論、ブーリアンネットワーク、常微分方程式、確率微分方程式、マスター方程式（精度を上げるため）などが用いられている。

### 化学
有機合成化学を生物学に広げたり、あるいは生命の起源を探ろうと有機化合物を作り出したりする研究が行われている。

### 工学
生命システムを自由自在にデザインして組み立て、情報処理、化学物質の操作、有用物質の生産、エネルギーや食糧の生産、健康や地球環境の維持などに役立てようとする、バイオテクノロジーの研究が盛んに行われている。合成生物学が従来の遺伝子組み換え技術と異なる点は、より信頼性を高めるために基本的な技術の確立に重点を置くことである。新たな試みの例としてTim Gardnerとジェームズ・J・コリンズらによる、遺伝的オン・オフスイッチ(engineered genetic toggle switch)、標準生物学的パーツ登録所（Registry of Standard Biological Parts）、iGEMなどが挙げられる。
IDTechExは、合成生物学への投資は2023年に238億ドルに達すると予測している。

## 書き直し
生命システムは非常に複雑なため、単純で人為的に操作できるシステムから組み上げていこうとする研究がされている。生命システムを書き直そうとする研究者はまずリファクタリング (プログラミング)に目をつけた。Drew Endyらのグループはいくつかの予備的研究をしている。また、光リソグラフィあるいはインクジェットで製造されたDNAチップと、PCRやミスマッチエラー修復とを組み合わせて得られたオリゴヌクレオチドにより、安価で大規模にコドンを変化させて遺伝子発現を改善したり、新たなアミノ酸を導入する手法などによる研究がなされている。

## 社会問題
合成生物学は人間生活に非常に大きな影響を与えうるため、生命倫理、安全保障、安全、健康、エネルギー資源、知的財産権などの社会問題が浮上してきた。正しく使えばよりよい医薬品（抗マラリア剤など）を作れる一方、悪用すれば新種の病原菌（炭疽菌など）を作製することもできるという、合成生物学の持つ両面性が特に問題になっている。アメリカ同時多発テロ事件以降、科学もテロとは無縁ではなく、インターネットやメディアの進歩により世界中の誰もが最先端の科学の知識や技術のノウハウを得られるようになった。
これに対し、遺伝子やゲノムを合成する様々な段階をライセンス化したり、モニタリングしたりする具体的な提案も出ている。また、社会問題に対して包括的でオープンな議論もオンラインでなされている。近年は、科学と社会とが相互形成的な関係を作っていこうという流れが生まれてきている。そのためには合成生物学者と倫理学者、政治家、人文学者、投資家、市民などが共同で問題に取り組まねばならない。これまでも何度も会合がなされており、ガイドラインの制定などが協議されてきている。こういった取り組みはカリフォルニア大学バークレー校のSynthetic Biology Engineering Research Center（SynBERC）などで行われている。